# Hermann Jansen (Fotograf)
Franz Hermann Jansen (* 6. Juni 1877 in Krefeld; † 9. Januar 1963 Köln) war ein deutscher Fotograf und Verleger.

## Leben
Über den Lebenslauf von Hermann Jansen ist nichts bekannt, allein seine Fotografien und seine Veröffentlichungen zeigen, dass er erfolgreich seine Arbeiten an Verlage verkaufen konnte. Er gab im eigenen Verlag Postkarten mit Kölner Motiven heraus. Von 1911 bis 1963 hatte er sein Atelier in Köln. Er lebte zuletzt in Köln-Nippes.
Jansen verstarb 1963 im Alter von 85 Jahren. Er war verwitwet von Elisabeth geborene Breßer, die er 1918 geheiratet hatte.

## Ausstellung
Jansens erfolgreichstes Bild Kölner Dom von Westen wurde 2006 im Historischen Archiv der Stadt Köln (Severinstraße), kuratiert von Wolfgang Vollmer, in einer eigenen Ausstellung mit über 200 Exponaten gewürdigt: „Kölner Dom Westseite – Karriere einer Ansicht“.

## Veröffentlichungen in Bildbänden
- Die schöne Heimat, Bilder aus Deutschland, Fotos von Hermann Jansen/Köln u. a., Verlag Karl Robert Langewiesche, Königstein im Taunus & Leipzig, EA von 1915
- Köln im Bilde, Wiedergabe der bemerkenswertesten und sonstigen Sehenswürdigkeiten des alten und des neuen Köln in künstlerischen Bildern mit 42 Fotos aus der Zeit vor dem zweiten Weltkrieg von A. Reinhold, Eugen Coubillier (4), Franz Herkenrath, Robert Wendrich, Hermann Jansen u. a., Verlag von Hoursch & Bechstedt, Köln/Rhein o. J. (um 1925)
- Richard Klapheck: Koeln – Der Rhein von Bonn bis Benrath, Fotos von Coubillier, Köln (22), H. Groß, Bonn (1), Hermann Holdt, Köln (1), Hermann Jansen, Köln (1), H. Schmölz, Köln (1), Staatl. Preuß. Bildzentrale, Berlin (41) u.a.Rhein. Verein für Denkmalpflege und Heimatschutz, Düsseldorf o. J. (1927)
- Verkehrsamt der Stadt Köln (Hrsg.): Köln in Wort und Bild, Fotos von E. Coubillier, H. Holdt, H. Jansen, A. Kreyenkamp, H. Schmölz, F. Geus Nachf., Reichl u. a., Köln 1926 Der Kölner Dom, Köln o. J. (1928)
- Wilhelm Pinder: Der Kölner Dom in 32 Bildern, Fotos von Eugen Coubillier, Hermann Jansen u. a., Verlag Langewiesche, Königstein o. J. (EA 1928)
- C. O. Justh, M. Paul Block (Hrsg.): Köln – Einhundert Bilder, erschienen in der Reihe Bilderführer durch die Welt, Fotos von Hermann Claasen, Eugen Coubillier, Hermann Holdt, Hermann Jansen, Fritz Mielert, Bady Rausch, Hugo Schmölz und Wilhelm Tobien, Man Verlag, Berlin 1928
- Dr. Will Hermanns: Der schöne deutsche Rhein, Landschaft, Kunst und Kultur, Josef Singer Verlag, Berlin o. J. (um 1930)
- Köln die Domstadt am Rhein, Werbe-Amt der Stadt Köln und Kölner Verkehrs-Verein e.V., Fotos von E. Coubillier (1), Th. Felten (6), H. M. Flach (7), H. Gross, Bonn (1), H. Jansen (4), A. Kreyenkamp (2), W. Matthäus (3), H. Sangermann (3), H. Schmölz (3), K. Scholz (1), Köln o. J. (1935/36)
- Adolf Schulze: Köln, die Hansestadt am Rhein, Heft Nr. 2 der Reihe Deutschland – Zeitschrift für Industrie, Handel und Schifffahrt; Fotos von Jansen, Jeiter, Schmölz, Sander, Hallensleben, Ebeling, Schulze, Klein, Wolff u. Tritschler, P. Fischer, Felten, Fred Koch, Ebeling u. a., Verlag Schulze & Co., Hamburg 1939
- Peter Fuchs (Hrsg.): Köln – Wesen, Werden, Wirken, Fotos überwiegend von Heinz Held (24) und Henry Maitek (39), daneben Einzelfotos von K. Barisch, R. Becker, H. Claasen, F. Damm, W. Dick, S. Greven, H. Jansen, H. Koch, R. Lauterbach, D. Maguhn, W. Mantz, W. Moog, E. Postel, H. Rahskopff, Dr. Salchow, H. Schmölz, H. U. Wiersch u. a., Greven Verlag, Köln 1968